# بلیوف
شهر بلیوف (به روسی: Белёв) در کشور روسیه و در اوبلاست تولا واقع شده‌است.